# Félix Avelar Brotero
Félix Avelar Brotero, portugalski biolog in pedagog, * 1744, † 1828.
Bil je profesor botanike in agrokulture na Univerzi v Coimbri. Kot prvi je naredil obsežne znanstvene opise domačih portugalskih rastlin.